# Heterusia disjecta
Heterusia disjecta là một loài bướm đêm trong họ Geometridae.